# Klarup
Klarup ligger i Himmerland og er en satellitby til Aalborg med 5.328 indbyggere  (2024), beliggende 11 km øst for Aalborg Centrum og 5 km øst for Aalborg Universitet. Byen ligger i Region Nordjylland og hører til Aalborg Kommune.
Klarup er vokset sammen med den tidligere landsby Romdrup og ligger derfor dels i Romdrup Sogn, dels i Klarup Sogn. Sognegrænsen går ved Skolestien, Labyrinten og Romdrupholmsvej. Der er kirke både i Romdrup og Klarup, og Romdrup-Klarup Sognegård ligger i Romdrup.
Hovedgården Klarupgaard ligger 1 km nord for byen. Stranderholm, der er en parcelgård fra Klarupgaard, ligger 3 km nord for byen. Julekalenderen Tvillingerne og Julemanden optaget i 2013 på Klarupgaard.

## Historien

### Jernbanen
Klarup Station på Aalborg-Hadsund Jernbane (1900-1969) blev anlagt på åbent land 1 km vest for Klarup og 1 km nordøst for Romdrup. Stranderholm trinbræt ved vejen ud til gården af samme navn var faktisk nærmere ved landsbyen Klarup.
Stationsbygningen, der er bevaret på Postvej 7, blev efter nedlæggelsen af banen benyttet som posthus og er nu dyreklinik. Banetracéet er bevaret gennem Klarup, og man kan cykle på det ad national cykelrute 12 (Limfjordsruten) mellem Gistrup og Storvorde.

### Kendte klarupanere
Klarup er hjemstavn til ikke blot én men to MGP-vindere.
I 2001 vandt den dengang 15-årige Sisse Marie Søby MGP med sangen "Du har brug for mig" som fik 52 point. Selvom juryen gav hende blot 10 point og placerede Shit Kid på deres første plads, vandt Sisse befolkningens hjerter.
Allerede året efter i 2002 skabte en anden klarupaner danmarkshistorie, da han vandt MGP med hele 58 point. Blot 12-årige Razz ryddede hitlisterne med megahittet "Kickflipper". Selvom han sørgede for at øge Klarups berømmelse, var Jylland den eneste region, der ikke gav ham topkarakter.